# Maisonnais-sur-Tardoire
 Maisonnais-sur-Tardoire  (en occitano Maisonès) es una población y comuna francesa, situada en la región de Lemosín, departamento de Alto Vienne, en el distrito de Rochechouart y cantón de Saint-Mathieu.

## Demografía
| 912 | 799 | 696 | 607 | 512 | 454 | 450 |
| Para los censos de 1962 a 1999 la población legal corresponde a la población sin duplicidades (Fuente: INSEE [Consultar]) |     |     |     |     |     |     |